# نيكولاس بايرون
السير نيكولاس بايرون (1416 - 1503) رجل نبيل وسياسي وفارس إنجليزي. كان الابن الاصغر للسير جون بايرون (توفي 1450) ووالد السير جون بايرون (توفي 1567).